# 美國禁酒令

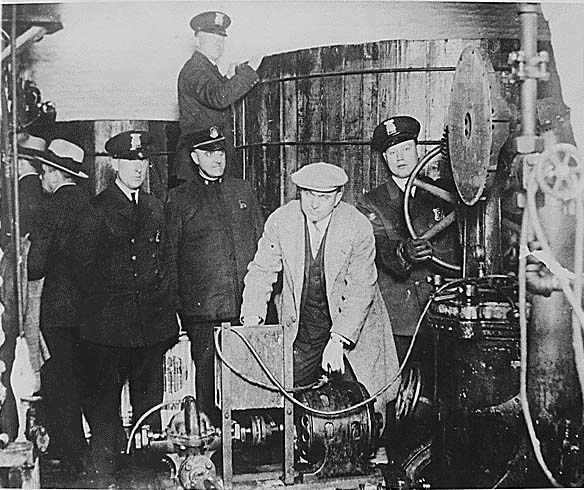
底特律警察局檢查在禁酒令時期的一個秘密啤酒廠內發現的設備

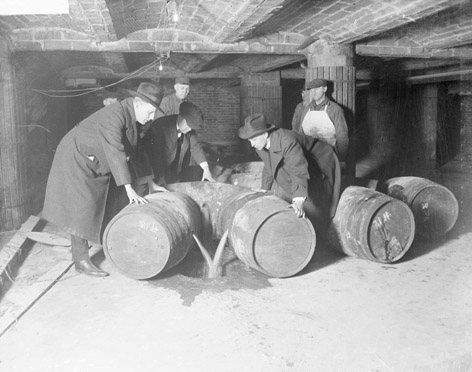
禁酒查緝人員正在銷毀私釀酒

美國禁酒令，又稱禁酒時期（Prohibition Era），是指從1920年到1933年間，美國全面禁止酒類生產、進口、運輸與販售的時期。 這場禁酒運動最初由各州議會逐步推行，並在1919年1月16日美國憲法第十八修正案通過後成為全國性的法律。禁酒令最終在1933年12月5日美國憲法第二十一修正案通過後被廢除。
禁酒令最早可追溯至19世紀由虔敬派新教徒所發起的禁酒運動，希望藉此解決如酗酒、家庭暴力，以及酒館政治腐敗等因酒精而產生的各種社會弊病。到了19世紀末至20世紀初，許多地方已經開始自行實施禁酒政策，成為當時社會討論的焦點。支持禁酒的團體被稱為「乾派」（drys），表示推動禁酒令是為了公共道德與健康而戰。在「乾派」的推動下，禁酒運動受到進步主義者、禁酒黨、民主黨與共和黨的支持，並透過婦女基督教禁酒聯盟發展成全國性的草根運動。到1900年後，禁酒運動轉由反酒館聯盟繼續統籌推動。
同一時間，富裕的天主教與德裔信義宗社群組織並自稱「濕派」（wet），與啤酒業者聯手反對禁酒令的推動。然而隨著美國於1917年參與第一次世界大戰並對德國宣戰，由德裔所組成的濕派等反對勢力便逐漸衰退，使禁酒令得以全面推行。
1919年，在美國國會參眾兩院的壓倒性支持下，旨在全國禁酒的美國憲法第十八修正案正式通過，並隨後由48個州中的46個州批准生效。 為了貫徹執行這項禁酒法，國會同一時間也通過《沃爾斯泰德法》，詳細規範禁令的執行方式以及被禁止的酒精飲料類型，也因此並非所有酒精類飲品都遭到禁止，例如宗教儀式所需的葡萄酒仍然合法。此外，該聯邦法律並未明文禁止私人持有或飲用酒精，但許多地方法規則更為嚴格，部分州甚至全面禁止個人私藏酒精飲品。
到了1920年代後期，全美各地開始出現反禁酒運動。批評者指出禁酒令導致政府稅收在經濟大蕭條爆發前後的關鍵時期大幅減少，並認為該禁令把鄉村新教徒的宗教價值觀強加於都市乃至全國各地之上。最終美國憲法第二十一修正案通過並正式廢除全國範圍的禁酒令，禁酒令成了美國歷史上唯一一個被推翻的憲法修正案。在某些州的地方性禁酒政策則在聯邦禁酒令廢除後仍然持續生效。
關於禁酒令對社會的具體影響至今仍存在爭議且難以確定。一些研究顯示禁酒令使酒精消費量大幅下降， 但也有研究認為禁酒令並未從長遠來看有效減少飲酒。 許多仍想飲酒的美國人透過法律漏洞或非法管道來買酒，進而促成酒類黑市和犯罪集團興起。健康方面，禁酒時期的肝硬化、酒毒性精神病和嬰兒死亡率皆有所下降； 犯罪率方面，由於美國在1930年以前並無全國性犯罪統計數據，因此難以確定禁酒令對犯罪率的具體影響。但整體而言，禁酒令確實對當時美國經濟造成負面衝擊，如酒類產業原為美國第五大產業，但因禁酒令導致大量就業機會消失。漸漸地，禁酒運動的支持度不斷下滑，甚至連部分原本支持禁酒的人也開始轉為反對。

## 歷史

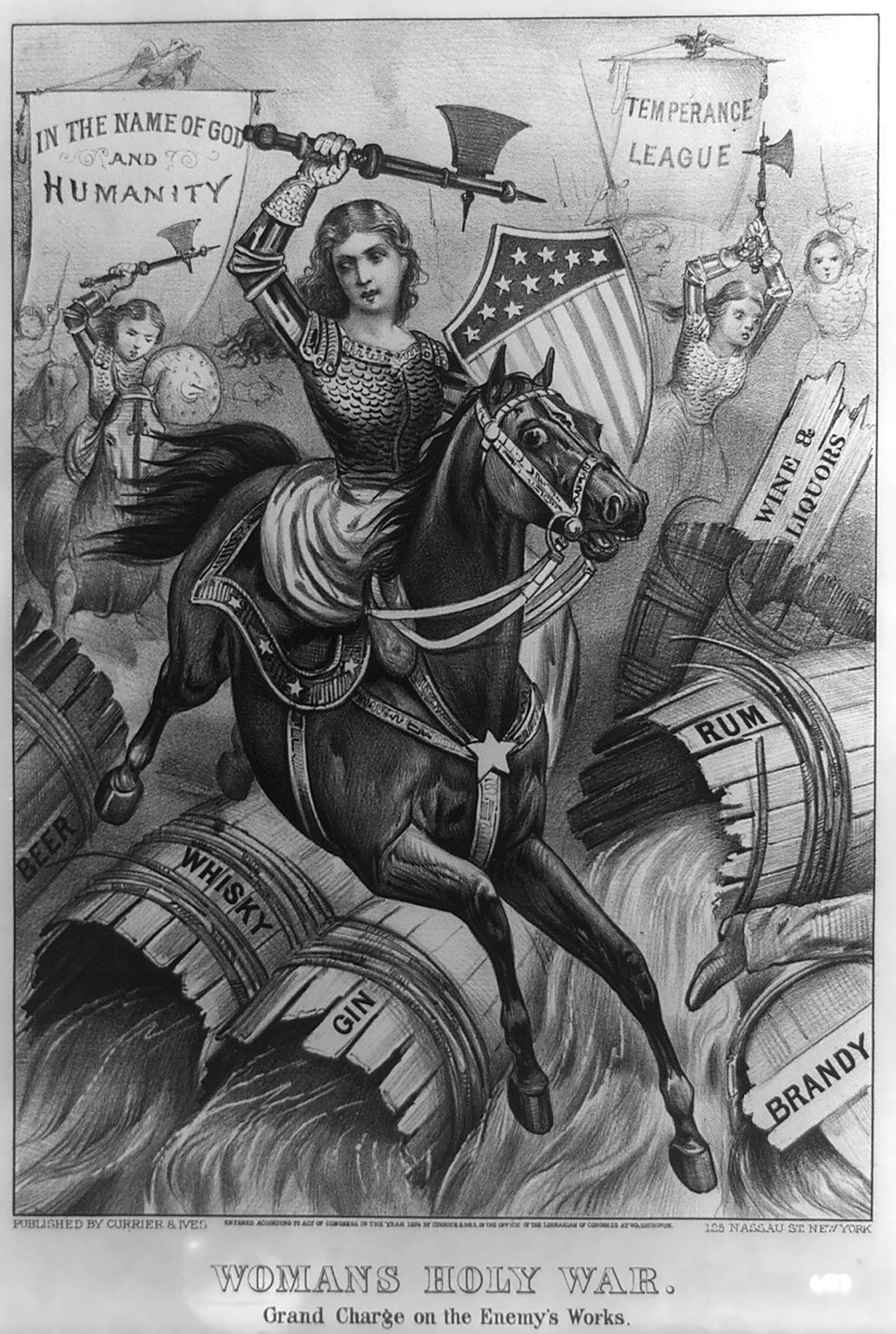
1874年的前禁酒令政治漫畫

將全美禁酒的美國憲法第十八修正案通過前，美國其實已經在1918年底先行通過《戰時禁酒法》（Wartime Prohibition Act），禁止酒精濃度超過1.28%的酒類販售。 這項法案的原意是為在戰爭期間節省穀物。然而該法案實際上是在1918年11月21日（即第一次世界大戰停戰協議簽署後的第十天）才通過。《戰時禁酒法》於1919年6月30日正式生效，次日（7月1日）因此被戲稱為「乾渴的第一天」（Thirsty First）。 至於美國憲法第十八修正案則是於1917年12月18日由美國參議院提出，並在1919年1月16日獲得第36個州批准，使其正式成為憲法的一部分。根據修正案的規定，全國禁酒令於一年後的1920年1月17日全面生效。 1919年10月28日，美國國會通過了《沃爾斯泰德法》（《全國禁酒法》），並成功推翻當時總統伍德羅·威爾遜的否決。該法案具體定義了「酒精飲品」的法律標準，並規範生產酒類的相關罰責。 儘管《沃爾斯泰德法案》明確禁止酒類販售，但聯邦政府卻因資源有限而無法有效執法。
禁酒令降低了美國的酒類消費量、肝硬化死亡率、因酒精引發精神病而住院的人數、公眾酗酒的逮捕案件以及曠工率。然而一些批評者認為禁酒令助長了非法地下酒吧、組織性犯罪以及黑市交易的興起。 歷史學者肯尼斯·D·羅斯（Kenneth D. Rose）與喬治斯-弗蘭克·皮納爾（Georges-Franck Pinard）則持相反立場，認為禁酒時期的犯罪率並未增加，並批評這類說法是基於印象而非事實的結論。一些資料則指出美國在20世紀上半葉的最高兇殺率正是發生在禁酒期間，且禁酒令結束後兇殺率立即下降。到1925年，僅紐約市內的地下酒吧（Speakeasy，意為「輕聲說話」）數量就高達3萬到10萬家。反對禁酒派大多以侵犯個人自由、失去合法販售酒類所帶來的稅收，以及組織犯罪因禁酒而猖獗作為主要論點。
1933年3月22日，富蘭克林·羅斯福總統簽署《卡倫-哈里森法案》，將酒精濃度不超過3.2%（以重量計算）的啤酒與低酒精濃度的葡萄酒合法化。同年12月5日，美国宪法第二十一修正案通過，正式廢除第十八條修正案，禁酒時代結束。不過根據現行聯邦法律，私人生產蒸餾酒（如威士忌、伏特加等）仍需符合繁瑣的許可要求，使私釀蒸餾酒在實務上仍不可行。

### 背景

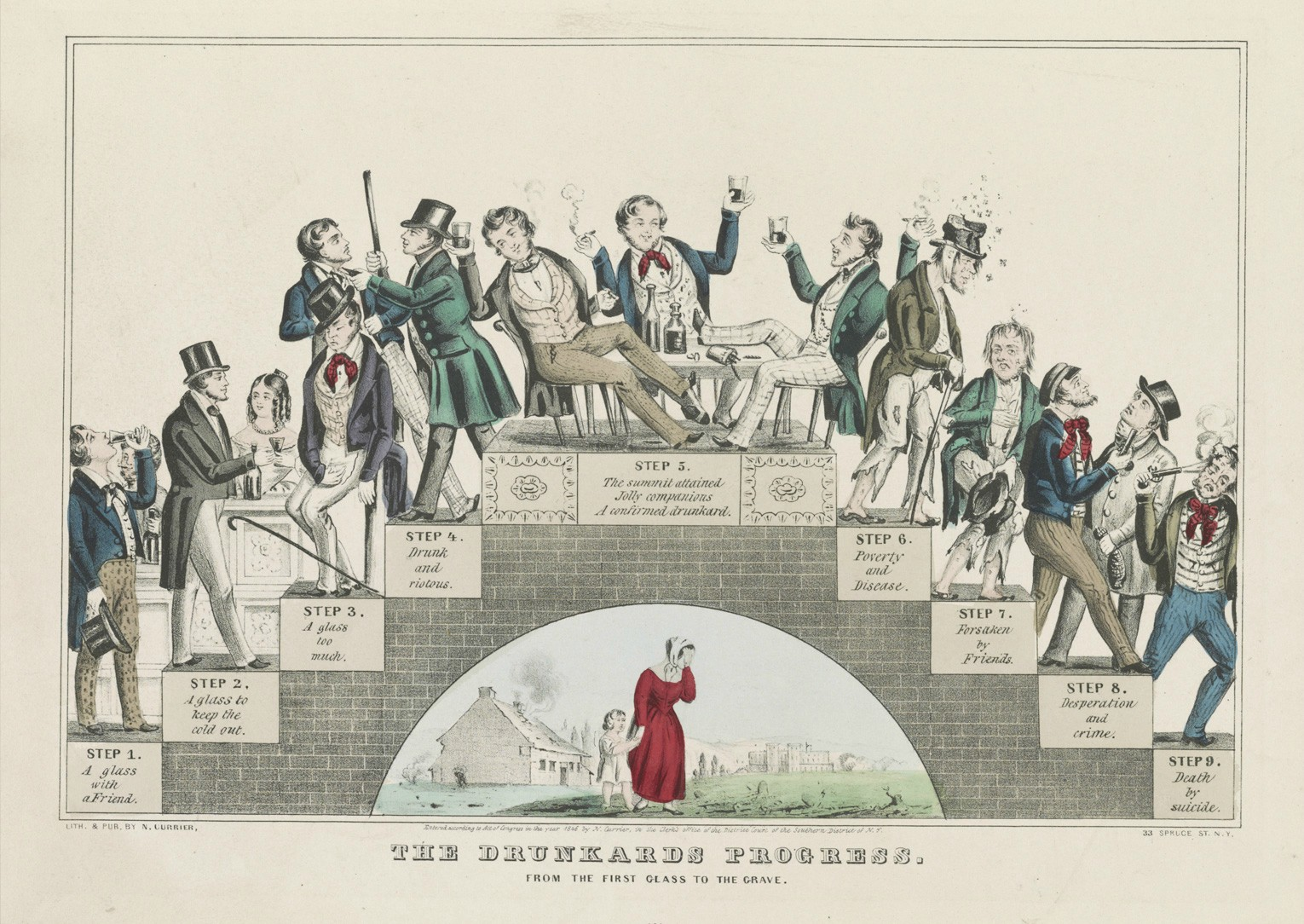
《酒鬼的墮落》（The Drunkard's Progress），由納撒尼爾·柯里爾於1846年創作的平版畫，以支持節酒運動。

美國社會自殖民時期以來對於酒精飲品的消費便充滿爭議。在當時的社會氛圍下，各家庭與社區內都已有理性飲酒的潛規則，一旦酗酒就會被認為是濫用了上天賜予的恩賜，如同犯下七宗罪中的貪食一般而被譴責受罰。早在1636年3月26日，新薩默塞特郡（New Somersetshire，現為緬因州索科市）就有禁止發售烈酒的法律，不過該法適用對象並不包含旅客，還另外允許勞工在工作日的一小時午餐時間飲酒。 美國獨立後不久，賓夕法尼亞州西部發生抗議政府對威士忌收稅的暴動，是為威士忌叛亂。雖然此稅收的主要目的是幫助還剛新生的美國償還獨立戰爭的債務，但部分社會改革人士也順勢借題發揮，打著支持「罪惡稅」（sin tax）的名義藉此提高大眾對酒精危害的認識。 當1800年托马斯·杰斐逊領導的民主共和黨上台後，這項威士忌稅隨即被廢除。
此時的一些公眾人物則主張理性飲酒（節酒）而非完全禁酒，例如18世紀晚期的著名醫師本杰明·拉什。他在1784年發表的論文《論烈酒對人體與心智影響之探討》中便指出過量飲酒對身心健康有害，並將酗酒視為一種疾病。受到拉什觀點的影響，1789年，康乃狄克州的約200名農民成立節酒協會，隨後維吉尼亞州（1800年）與紐約州（1808年）也相繼成立類似組織。在接下來的十年內，全美已有八個州出現節酒運動團體，其中部分更發展為全州性組織。拉什等早期節酒改革者更進一步加深了社會對男性與女性飲酒習慣的區別，例如男性認為飲酒對健康有益且視其為生活的一部分；而女性，尤其是中產家庭婦女，則因為母職思想的興起而開始拒絕飲酒，將酒精視為對家庭的威脅。與現代相比，1830年時的美國人平均每週飲用約1.7瓶烈酒，是2010年的三倍之多。

### 發展

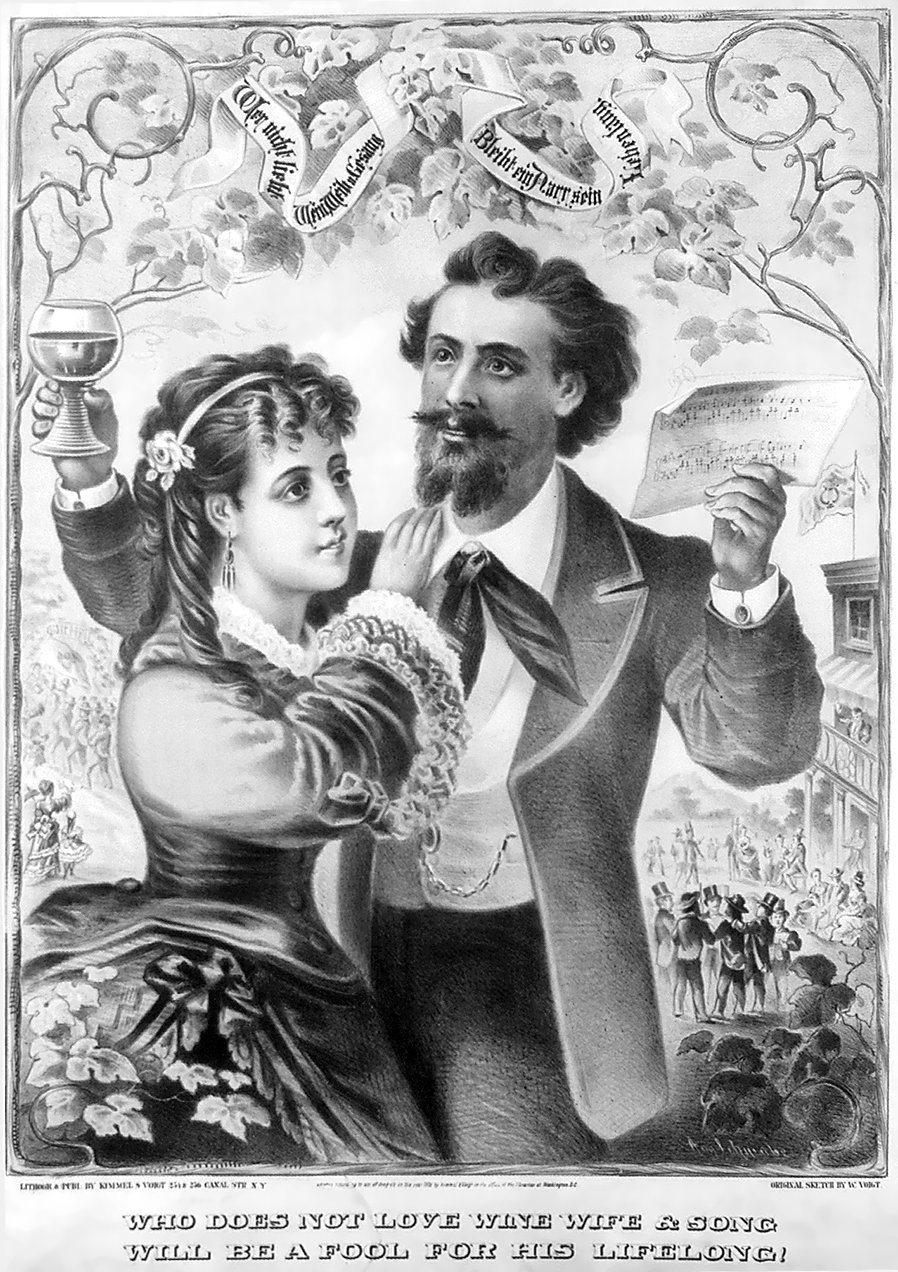
「無酒無歌無美人，一生枉作世間人!」

1826年，美國節酒協會成立，成為第一個全美範圍的節酒運動團體，並成為後續許多團體的基礎。到1835年該協會的會員人數已達150萬，其中女性占比介於35%至60%。 到了1840年代，美國開始出現由虔敬派循道宗領導的禁酒運動（Prohibition Movement），又稱「禁酒十字軍」（dry crusade）。19世紀晚期，節酒運動的焦點已從單純的節酒擴展到與酒精消費相關的行為與社會制度，如傳教士馬克·A·馬修斯等人更將酒館與政治腐敗連結在一起。 這樣的禁酒運動曾在1850年代取得部分成功，如1851年通過的緬因州禁酒法即禁止在該州的酒類製造與販售。該法出台後便產生一波各州跟進禁酒的浪潮，雖然緬因州後來於1856年被廢除這項法律，不過此時全美已有12個州跟進實施全面禁酒。禁酒運動聲勢隨著美國內戰（1861–1865）爆發而逐漸減弱，戰後的社會道德改革家也將注意力轉回節酒運動，以及如摩門教的一夫多妻制等其他社會問題。
禁酒運動在1869年由禁酒黨及1874年成立的婦女基督教禁酒聯盟（WCTU）重新復興。 WCTU主張透過教育來推動禁酒，以防止女性因丈夫酗酒而遭受家暴。該聯盟認為若能向兒童灌輸節酒觀念就能將下一代培養出「禁酒文化」，最終促成禁酒政策法律化。WCTU第二任主席法蘭西絲·威拉德就強調該組織的目標是：「聯合所有基督教派的女性以教育年輕一代、改變公眾輿論、改革酗酒階層；藉上帝恩典以解放被酒精奴役的人，藉法律將酒館從街道上移除。」WCTU成員藉著秉持威拉德「萬事皆做」（Do Everything）的理念，利用節酒運動作為參與政治的切入點，在當時美國女性尚未獲得全面選舉權的情況下推動監獄改革與勞工法等議題。

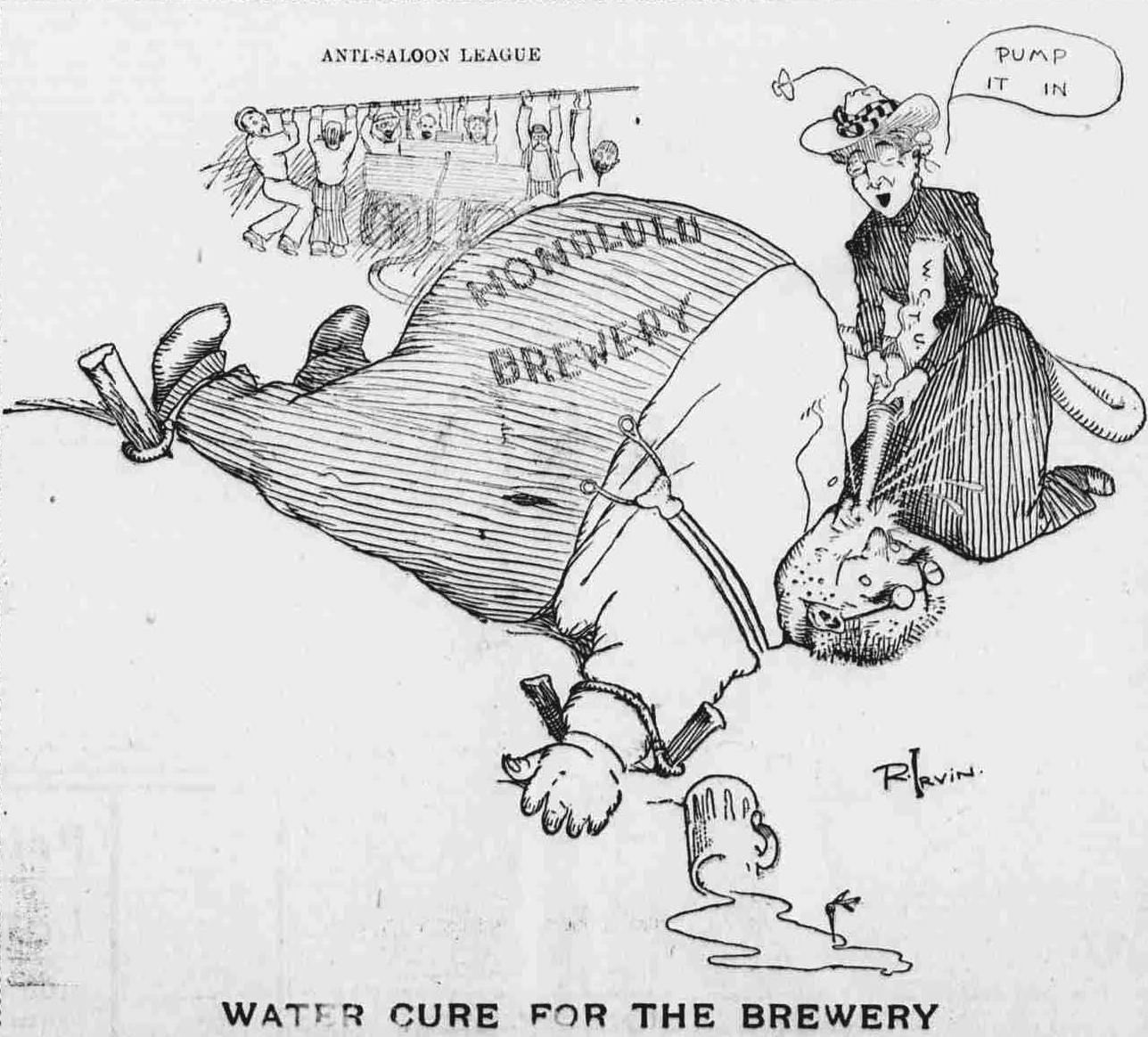
這幅1902年來自《夏威夷公報》的幽默插圖繪有反酒吧聯盟和婦女基督教禁酒聯盟對啤酒釀造商施以水刑。

1881年，堪薩斯州成為全美第一個在州憲法中明文禁止酒類的州。 激進禁酒活動家凱莉·納西翁曾因試圖親自執行該州的禁酒令而被逮捕超過30次，並多次遭到罰款與監禁。她經常闖入酒館當面責罵顧客，甚至用斧頭砸爛酒瓶。納西翁還成立「凱莉·納西翁禁酒團」（Carrie Nation Prohibition Group）帶領婦女進行抗議。除了納西翁的激進作法，其他溫和派節酒支持者的通常做法是進入酒館唱詩、祈禱，並勸說店主停止賣酒。 漸漸的，其他美國南部的州份與部分郡縣也陸續通過禁酒法案，實施局部禁酒政策。
禁酒法案的合憲性也數度搬上法庭辯論。少部分判決對禁酒政策不利，而整體判決趨勢仍偏向支持禁酒。1887年穆格勒訴堪薩斯案中，大法官約翰·馬歇爾·哈倫表示：「我們不能無視過量飲酒可能會危害公共健康、影響社會風氣，甚至威脅公共安全這項明顯的事實。同時透過人人都能查閱的統計數據也能發現，這個社會上懶惰、混亂、貧困和犯罪問題多少都和酗酒脫不了關係。」 1890年的克勞利訴克里斯滕森案（Crowley v. Christensen）亦指出：「各州的統計數據都顯示與其他任何原因相比，這些零售酒館販賣的烈酒導致更多的犯罪與苦難。」
美國內戰（1861–1865）後美國社會開始加速工業化，城市勞工階層日益壯大導致酒館林立，是工人下班後的主要社交場所。廣大的酒館市場讓釀酒業也積極參與其中，投資酒館簽約保證只販售該釀酒商的產品以排除同行對手。許多酒館也提供高鹽食物為主的「免費午餐」讓客人容易口渴，進而購買酒精飲品。 到了進步時代（1890-1920），社會對酒館及其政治影響的敵意逐漸升高，反酒館聯盟取代禁酒黨與婦女基督教禁酒聯盟成為最具影響力的禁酒運動組織，因為後者兩個團體將精力擴展至女性選舉權等其他社會改革議題，使專注於禁酒運動的反酒館聯盟中取得主導地位。
從1840年代到1930年代，禁酒政策一直是美國各州及地方政治的重要議題。許多歷史研究指出這場政治運動受到宗教和種族文化的深遠影響。支持禁酒的「乾派」（drys）主要來自新教虔敬派，如循道宗、美北浸信會、美南浸信會、新派長老教會、基督會、公理宗、貴格會及斯堪地納維亞裔路德宗。此外，美國天主教節制聯盟及部分耶穌基督後期聖徒教會團體也支持禁酒。這些團體認為酒館助長政治腐敗，並視飲酒則是一種個人罪惡。其他積極推動禁酒的組織包括婦女教會聯盟（Women's Church Federation）、婦女節制運動（Women's Temperance Crusade）以及科學禁酒教育部門（Department of Scientific Temperance Instruction）等。與此相對，「濕派」（wets）則主要來自新教禮儀派（liturgical Protestant，如美國聖公會及德裔路德宗）以及美國天主教徒。他們反對政府定義道德標準，認為禁酒政策是侵犯個人自由。即使在禁酒運動最強烈反對者的據點——紐約市，仍有部分支持禁酒的團體，包括挪威裔教會組織與非裔美國勞工運動者。他們認為禁酒將有助於改善工人，特別是非裔美國勞工的生活條件。此外茶葉商人與汽水業者也支持禁酒，期望酒類禁令能帶動其產品銷量。 禁酒運動的主要推手之一是反酒館聯盟領袖韦恩·惠勒。他成功將禁酒議題推上政治舞台並讓大量支持禁酒的候選人當選。惠勒來自俄亥俄州，因童年時曾被一名醉酒的農場工人弄傷導致他對酒精懷恨在心，促使他加入禁酒運動並迅速在組織內崛起。他利用媒體塑造社會輿論，使禁酒運動看似獲得全民支持，這種策略被稱為「惠勒主義」（Wheelerism）。最終他因在禁酒議題上的影響力，被稱為「禁酒老大」（dry boss）。

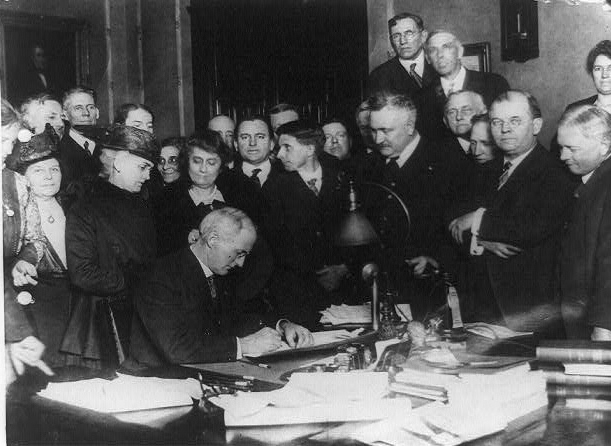
印第安納州州長詹姆斯·P·古德里奇簽署1917年禁酒法案

禁酒運動基本反映出美國城鄉價值觀之間的衝突。由於大量移民湧入城市，許多禁酒派人士將城市的犯罪與道德墮落歸咎於移民文化。追根究柢是因為酒館通常是移民社群的社交中心，而許多政客為了爭取移民選票會在酒館內進行政治交易，例如提供就業機會、法律諮詢或食品供給作為交換條件，久而久之酒館便被視為政治腐敗的溫床。隨著美國社會人口結構的變化，部分禁酒派人士轉向本土主義觀點，認為美國的成功來自白人盎格魯-撒克遜血統。這種信念加深了美國社會對移民社區的不信任，同時促進酒吧在移民社群中興起，同時將飲酒融入其流行文化中。
到了20世紀初，多數經濟學家支持全美禁酒令（即後來的美國憲法第十八條修正案）。 美國經濟學家西蒙·帕頓認為禁酒令的推行是基於競爭與演化的必然趨勢。而耶魯大學經濟學教授歐文·費雪則發表了大量文章，從經濟角度論證禁酒的合理性。他提出一個影響深遠的理論，即將星期一症候群歸咎於工人因週末酗酒導致宿醉，讓他們週一工作效率大幅下降。費雪的研究雖然在後世被發現並不嚴謹，但在當時仍是作為評估其他禁令（如大麻禁令）的參考標準，且部分經濟數據至今仍被引用。

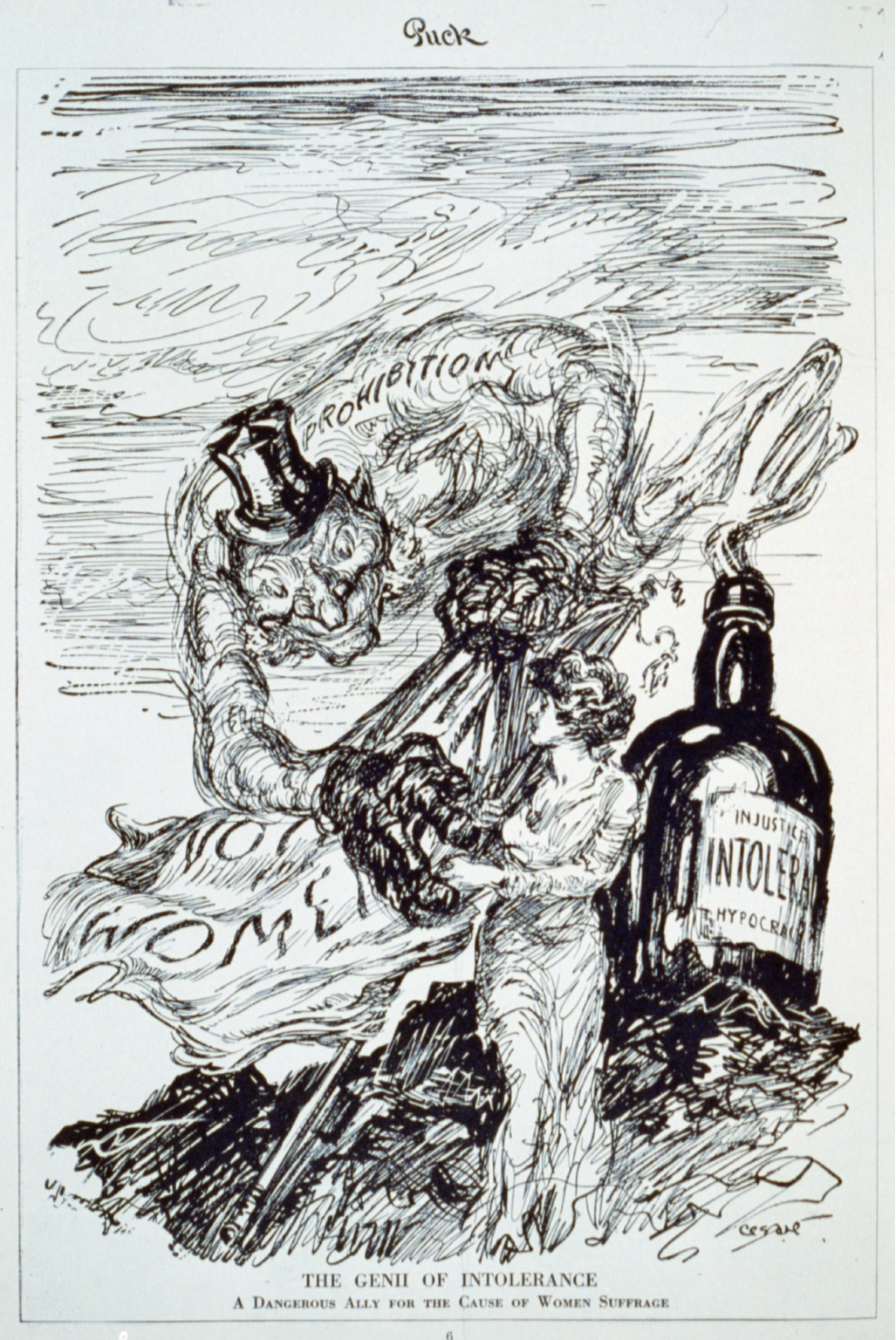
一幅1915年的政治漫畫批評了禁酒運動與女性選舉權運動的結盟關係，標有禁酒標語的「偏見之靈」從酒瓶中冒出

禁酒派首先推動兩項美國憲法修正案使日後禁酒令得以順利施行。首先於1913年通過的美国宪法第十六修正案允許聯邦政府徵收所得稅，以取代原本來自酒稅的政府收入。再來於1920年通過的美國憲法第十九修正案則賦予女性投票權，讓普遍支持禁酒運動的女性獲得參政權利。
在1916年美国总统选举中，因為民主黨與共和黨內部均有支持與反對禁酒的派系，因此時任民主黨籍總統伍德羅·威爾遜與共和黨籍候選人查爾斯·埃文斯·休斯皆未在競選中冒著損失選票的風險觸及禁酒議題。1917年3月，美國第六十五屆國會召開時，禁酒派在民主黨內以140人對64人領先，在共和黨內則以138人對62人領先，成功控制國會。同年4月，美國對德國宣戰，反對禁酒的德裔美國人因而喪失影響力，抗議聲音也被忽視。同時禁酒派找到禁酒的新理由，稱禁止酒類生產可將穀物轉用於戰爭糧食供應。國會因此通過《戰時禁酒法》，但該禁酒法雖然是因應戰爭而制定，卻在一戰結束後才正式生效。
1917年12月，美國國會通過憲法修正案決議，正式推動全國禁酒。1919年1月1日，當時全美48州中的36州批准該修正案並使其正式成為法律，最終只有康乃狄克州與羅德島州拒絕批准該修正案。 1919年10月28日，美國國會通過《沃爾斯泰德法》以執行1920年正式生效的全國禁酒令。

## 推行情形

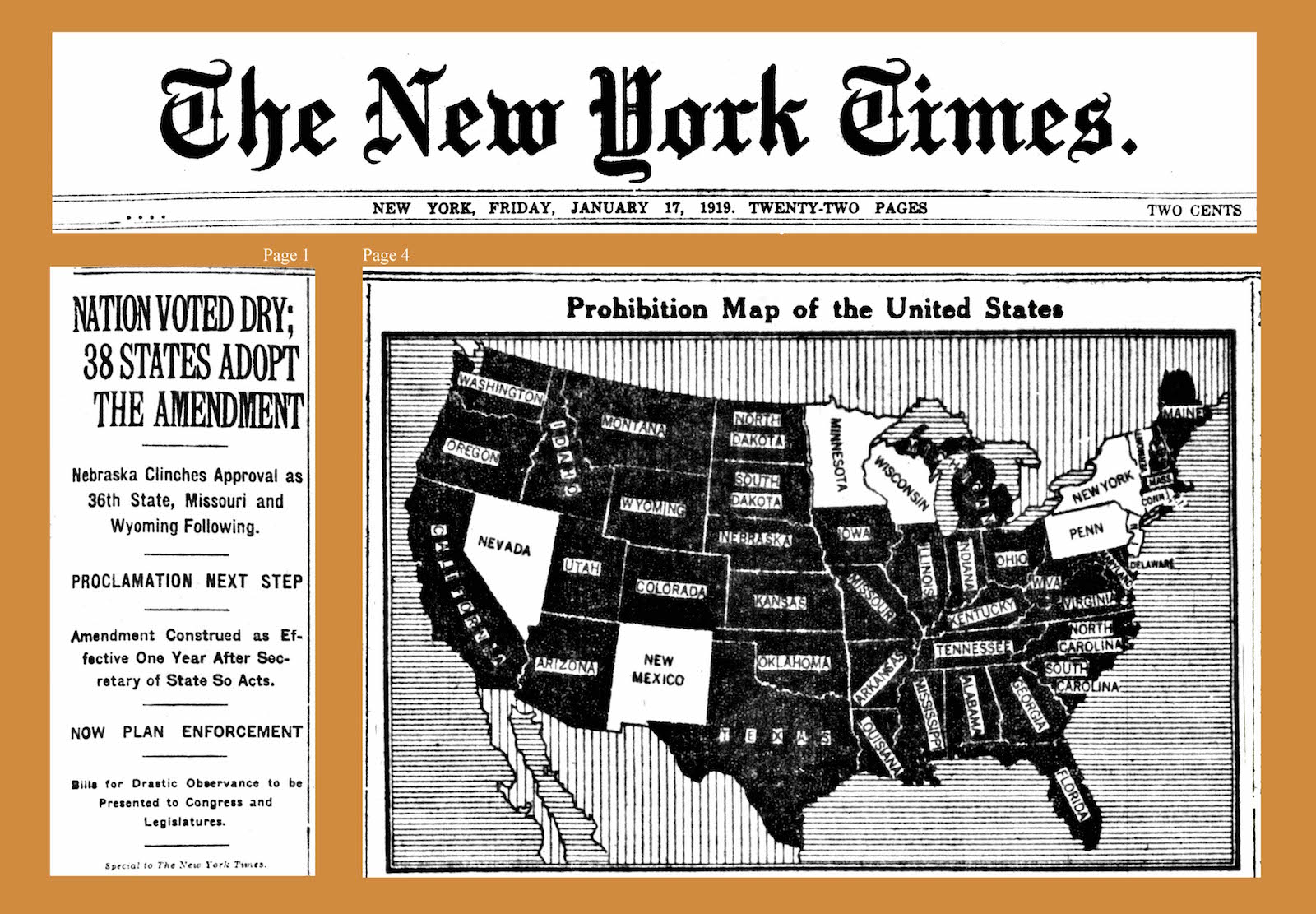
1919年1月16日，第36個州通過了《第十八修正案》後，美國國務卿發佈正式公告宣布該修正案獲得批准。隨後美國國會和各州議會必須提出並通過相關配套法案，確保在修正案於一年後正式生效前完成相關立法程序。

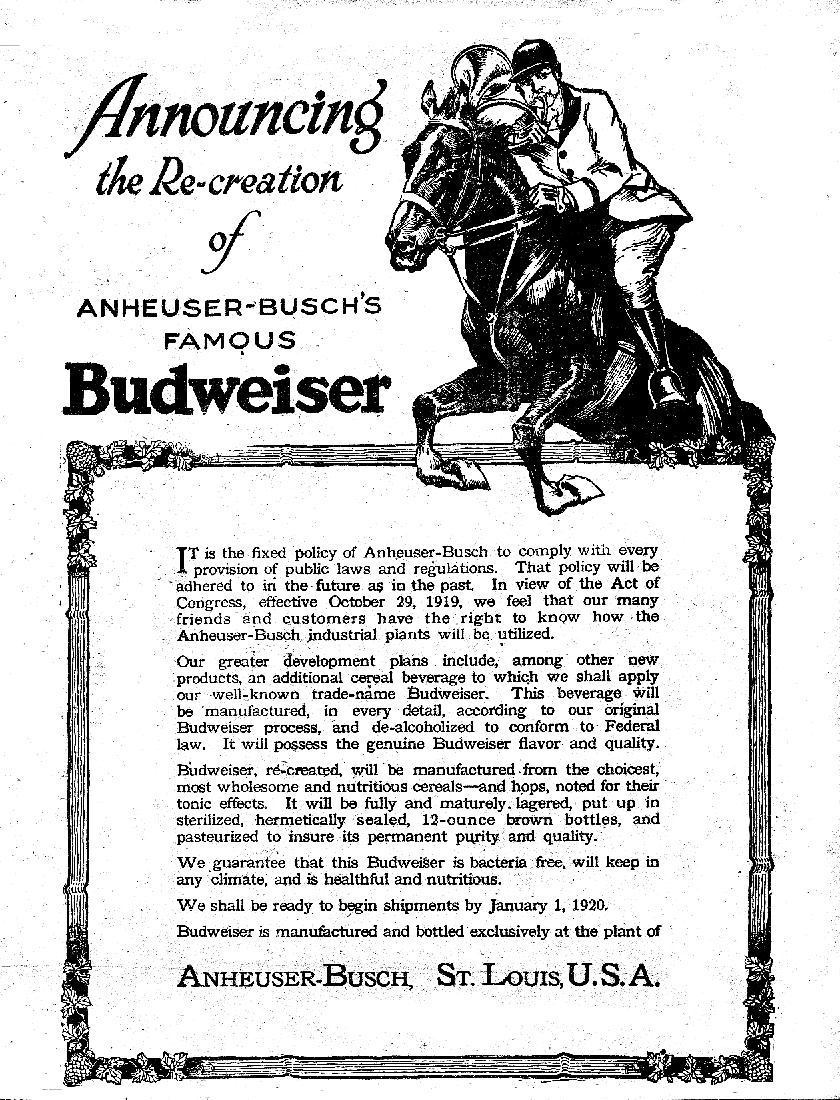
1919年百威啤酒發表一則廣告，宣布將根據《沃爾斯泰德法》對其經典啤酒進行配方調整，並於1920年上市。

1920年1月17日，《沃爾斯特德法》正式生效，美國正式進入全國禁酒時代。聯邦政府當時派遣了約1520名專門的禁酒執法人員，負責在全國範圍內監督法令的執行，並由以下三個聯邦機構共同負責，分別是美国海岸警卫队執法辦公室、美國財政部轄下的國稅局禁酒局、以及美國司法部轄下的禁酒局。
支持禁酒令的人士對禁令的前景高度樂觀，該修正案的起草者之一、參議員莫里斯·謝潑德甚至幽默地表示：「《憲法第十八修正案》被廢止的機率，猶如一隻蜂鳥拖著華盛頓紀念碑飛到火星一樣不可能。」 儘管支持者信心十足，反對禁酒令的聲浪也逐漸浮現，當時甚至有諷刺禁酒令的歌曲在社會間流傳。1919年，英國威爾斯親王愛德華訪問加拿大返回英國後，向他的父親喬治五世國王講述了一首在美加邊境小鎮聽到的歌曲：

二十四洋基，渴得嘴巴乾，

翻過邊界線，只為喝口甘。

黑麥酒一開，洋基開心唱，

「天佑美國啊，天佑吾王啊！」
醫療界同樣對禁酒令感到不滿，因為當時許多醫師普遍將酒精作為治療用途開給患者。1921年，美國國會甚至召開公聽會討論啤酒的醫療價值，隨後全美各地醫師紛紛展開遊說活動，要求放寬禁酒令對醫療酒精的限制。在1921年至1930年間，美國醫師光靠開立威士忌的處方收入即達約4000萬美元。
《沃爾斯特德法》雖然禁止了酒精飲料的製造、進口、販售與運輸，但該法第29條明文允許私人家庭每年最多可自行釀造200加侖的葡萄酒或蘋果酒，唯獨不允許私釀啤酒，因此許多葡萄園特別為家庭釀酒用途種植葡萄。此外該法案其實並沒有禁止人們喝酒，使得許多民眾在1919年禁酒令生效前夕，搶購並囤積了大量的葡萄酒與烈酒。同時，鄰近的加拿大、墨西哥和加勒比地區的酒類生產與販售並未受到限制，因此大量美國人跨境購買或將酒品非法走私回國，使這些地區的釀酒業在禁酒令期間蓬勃發展。例如在美加邊境的底特律河一帶，因為地理因素難以嚴格管制，成為走私烈酒（rum-running）的重要路徑。美國政府也曾向英國抗議巴哈馬拿騷的地方官員縱容走私活動，但英國殖民地部負責人拒絕介入此事。英國政治家溫斯頓·邱吉爾更曾公開批評美國禁酒令，認為這項法律是「對整個人類歷史的侮辱」。

### 走私與囤酒

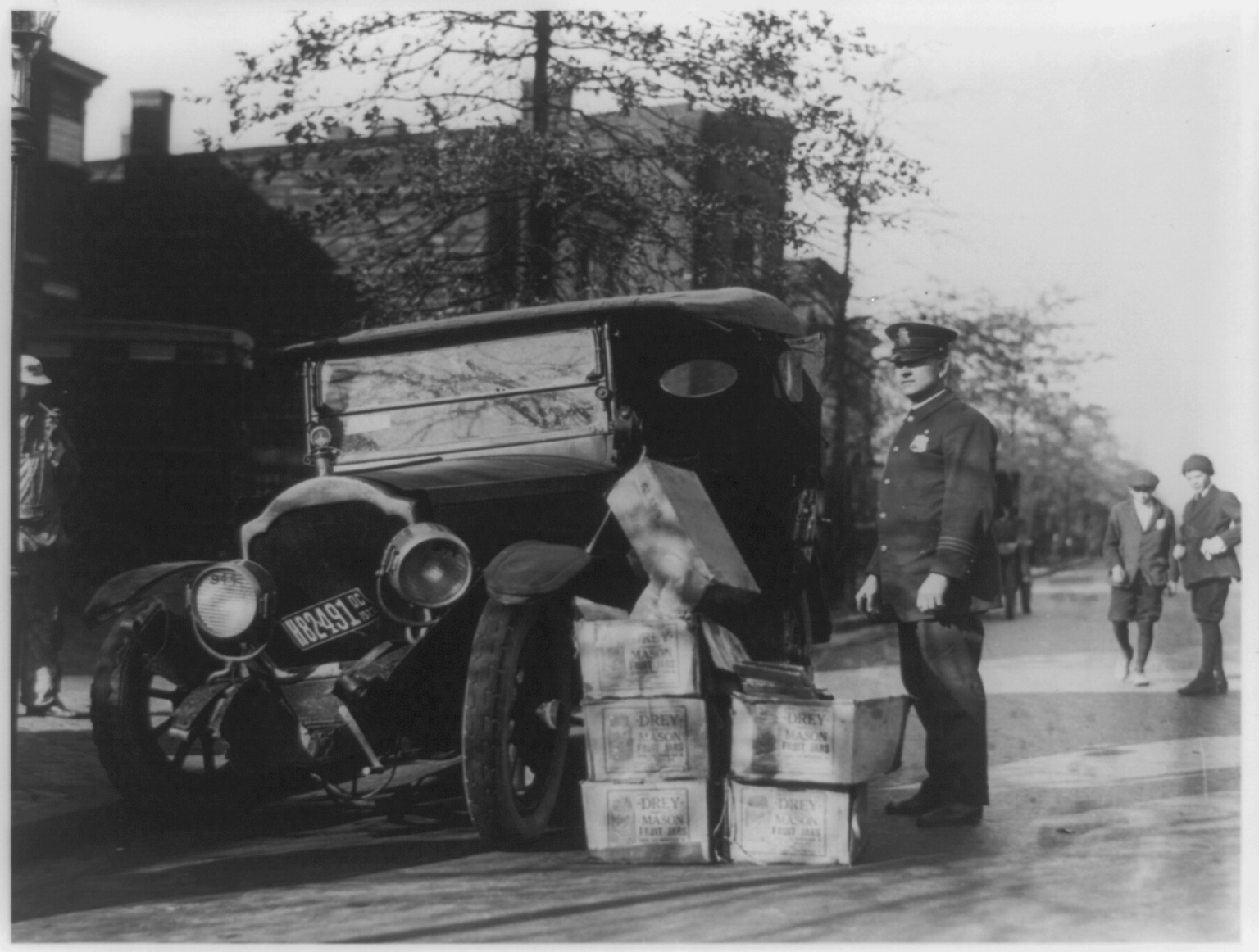
1922年，一名警察站在裝毀的汽車旁，一旁擺滿了充公的私酒

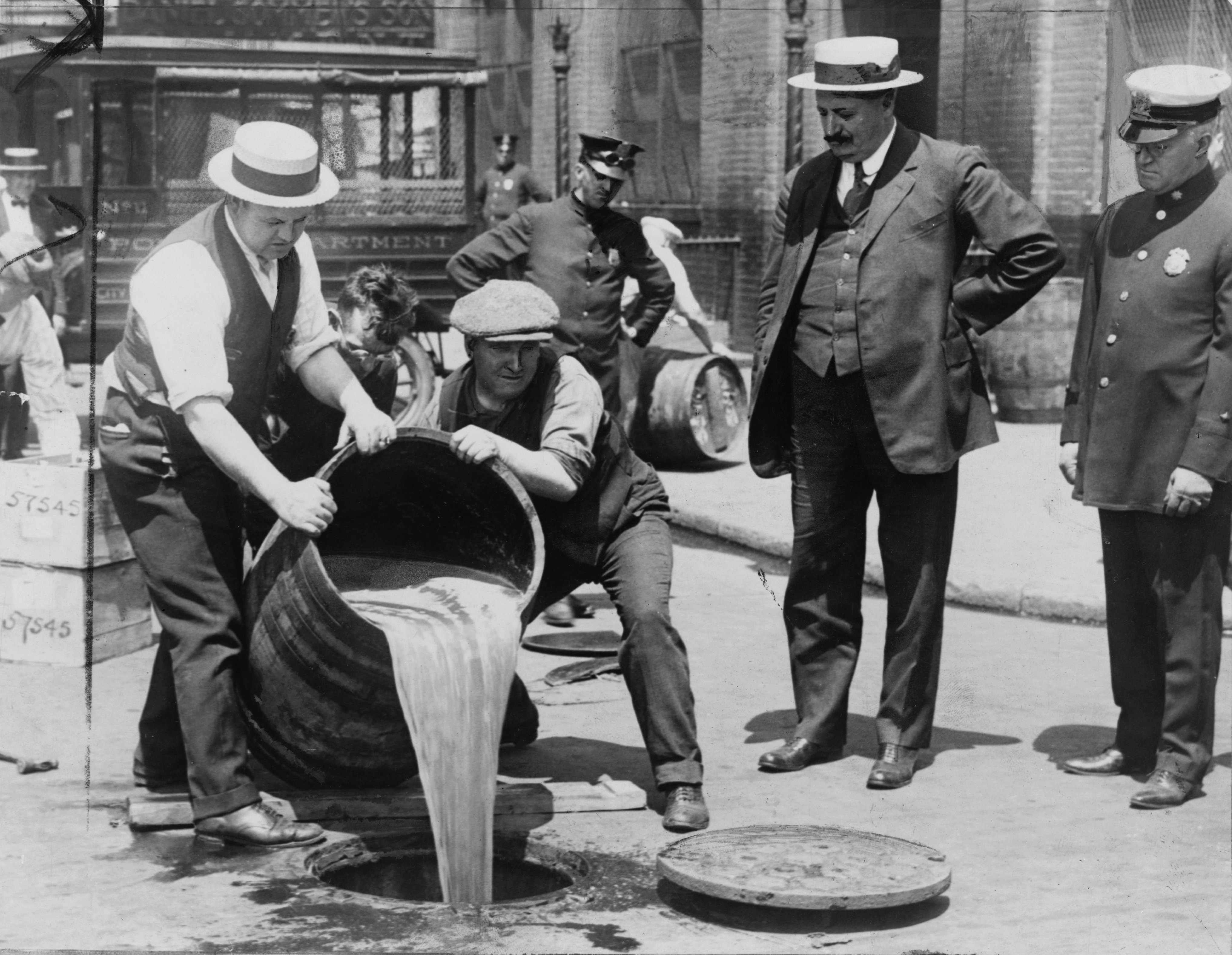
烈酒在禁酒令時期直接被倒入水溝

禁酒令開始實施後不久，人們便迅速地找出各種方法違法製造、取得並囤積酒精。許多上流階級的民眾在禁酒令正式生效之前，即提早大量囤積了各種酒類飲品，以確保自己在法律生效後仍有充足的酒精存貨。時任總統威爾遜卸任後，便將私藏的酒類運送至自己在華盛頓的住所。其繼任者哈定總統更將自己龐大的私人酒藏直接搬進了白宮。
禁酒令在1920年一實施後，違反相關法律的案件便大量湧現，早在1925年，記者H·L·孟肯就認為禁酒令並未奏效。歷史學家大衛·奧辛斯基在總結丹尼爾·奧克倫特的研究時指出：「禁酒令在針對工人階級的窮人時最為有效。」歷史學家莉莎白·柯恩也表示：「有錢家庭可以囤滿酒窖而安然無事，但窮人如果僅僅私釀了一瓶啤酒就可能惹上麻煩。」 這導致工人階級對於僱主能隨時取用私酒，而自己卻不被允許的現象感到強烈不滿。 禁酒令生效後僅一週，全美各地就有人開始販售小型的攜帶式蒸餾器。 美國政府針對違反《沃爾斯特德法》的調查案件，在1920年前六個月內即達7291起；而到了1921年，全年調查案件更暴增至29114起，此後案件數量仍持續攀升。
人們又發現靜置60天的葡萄汁就會自然發酵成酒精濃度達12%的葡萄酒，而且葡萄汁並未列入禁售品項，導致葡萄汁產量在禁酒期間迅速增加至原本的四倍。一些商店開始利用法律漏洞，販售葡萄濃縮汁的同時在產品包裝上標示出「避免葡萄汁發酵成酒精飲料」的方法；
一些藥局則透過販賣含約22%酒精、帶有藥味的「醫療用葡萄酒」來規避禁令限制。
由於工業用乙醇可能會被非法用於酒精飲料製作，美國聯邦政府要求製造商在工業酒精中加入添加劑，使其變得難以入口甚至有毒，避免被飲用。對此，非法酒精製造者聘請化學家協助去除毒性成分，而聯邦政府又進一步強制加入更致命的毒物，包括甲醇、吡啶和苯的混合物，以防止非法飲用。不過，紐約市的醫學檢驗官們公開反對此一政策，認為這將對大眾生命安全造成嚴重威脅。根據統計，在禁酒令廢除之前，全美約有一萬人因飲用這種變性酒精而中毒死亡。 紐約市醫學檢驗官查爾斯·諾里斯認為，美國政府在明知加入毒性物質並無法阻止飲用行為的情況下仍持續執行此政策，故應當對因此而死亡的人承擔道義上的責任。
另一種被非法酒精取代的致命物質稱為「罐裝熱源」（canned heat，商品名Sterno），原本用於燃料用途，是將甲醇與變性乙醇加入凝膠劑混合而成。人們通常利用簡易濾器（例如手帕）來過濾這些物質，製造粗劣的酒精替代品；這種酒精雖然也有毒，但致死率較低。

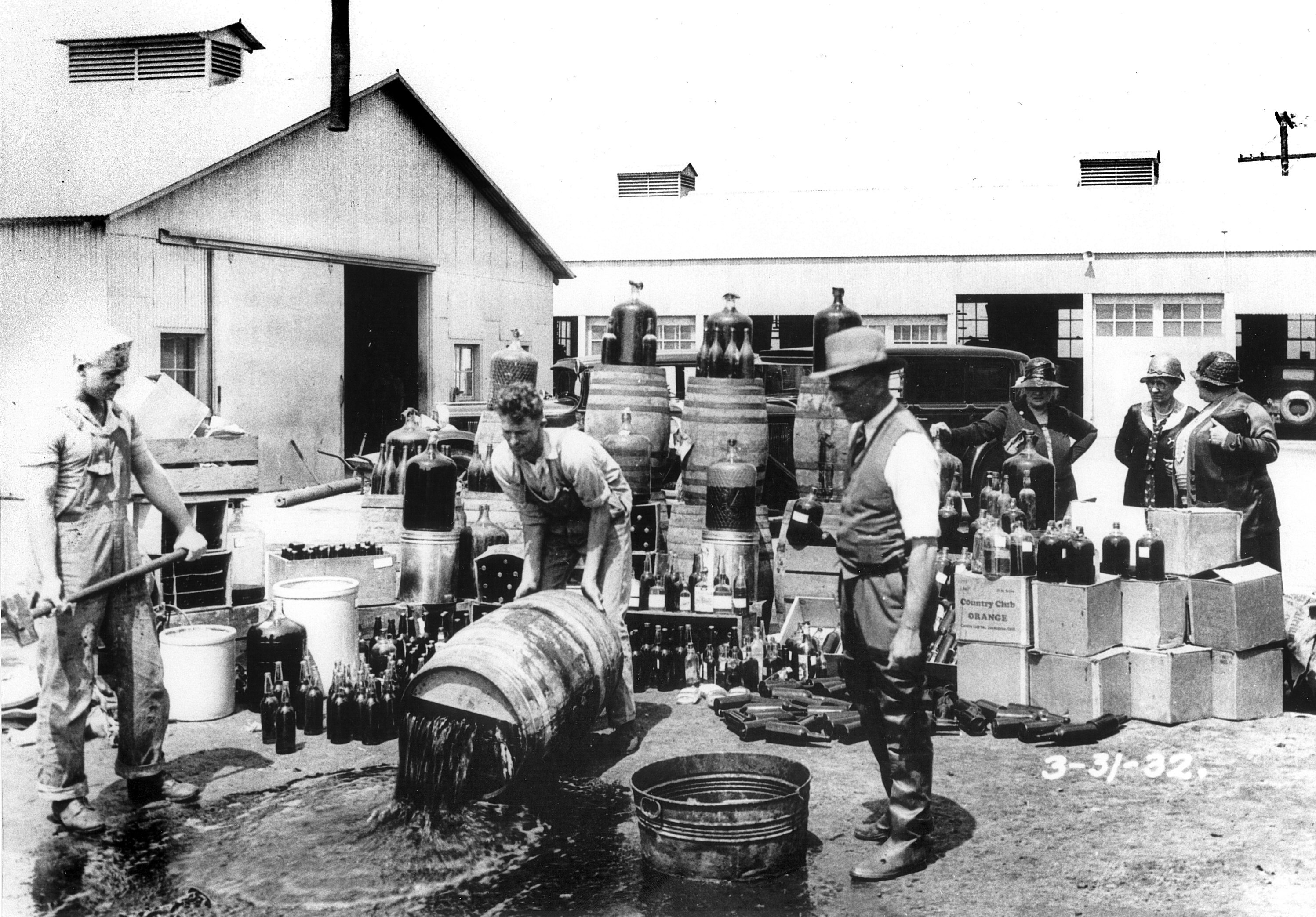
加州橙縣查獲的非法私酒，攝於1932年

家庭私自釀製酒精飲品變得相當普遍，而釀製烈酒比自釀啤酒更簡單。家釀烈酒在北方城市被稱為「浴缸琴酒」（bathtub gin），而在美國南方郊區則稱之為「月光酒」（moonshine）。因為非法私釀酒精涉及逃稅，執法人員積極追查取締。私酒販們也因應此情勢，特別改裝他們的汽車與卡車，強化引擎與懸吊系統以逃避「酒類稅務官員」（又稱「revenuers」或「revenue agents」）的追捕，因此這些車輛被稱為「月光酒跑車」（moonshine runners或shine runners）。另一方面，一些商店也合法出售製酒用的原料，例如廊酒、威末酒、蘇格蘭麥芽與乙醇本身。
林獻堂在1927年至1928年的環球旅遊中，即目睹美國在禁酒令實施期間，仍有大量美國人私下喝酒的情形。當他在紐約受林茂生招待時，林茂生問他是否喝酒。林獻堂表示在禁酒國飲酒不犯法嗎？林茂生就請侍役取威士記裝在茶瓶中，並笑稱「寒夜客來酒當茶」飲酒。隔壁桌見狀即跟隨泡製，相視而笑，「真所謂公然之秘密也。」:346-347
1930年10月，綽號「戴綠帽的人」（the man in the green hat）的知名私酒販喬治·卡西迪公開承認自己曾在十年內向國會議員私下販酒。卡西迪在《華盛頓郵報》頭版發表文章，揭露當時約有80%的國會議員都違反禁酒令飲酒。這篇文章在1932年大選不久前發表，並對「濕派」民主黨的選情產生顯著影響。「濕派」主張禁酒令非但無法有效阻止犯罪，反而導致了規模龐大的黑社會犯罪集團出現，並指出州與地方政府需要酒類稅收支持財政運作。隨著支持禁酒令的態度逐漸減弱，許多城市居民開始期待禁酒令的廢止。1932年總統候選人富蘭克林·羅斯福與民主黨在選舉平台上便主張廢除第十八號憲法修正案。
1933年禁酒令正式廢止後，許多過去的非法酒販與支持解除禁酒令的商人，順勢投入合法的酒精貿易市場；而某些犯罪組織則將其非法販酒所建立的資源與網路，轉移至其他合法事業或是保護費勒索活動中。

### 「醫療酒精」

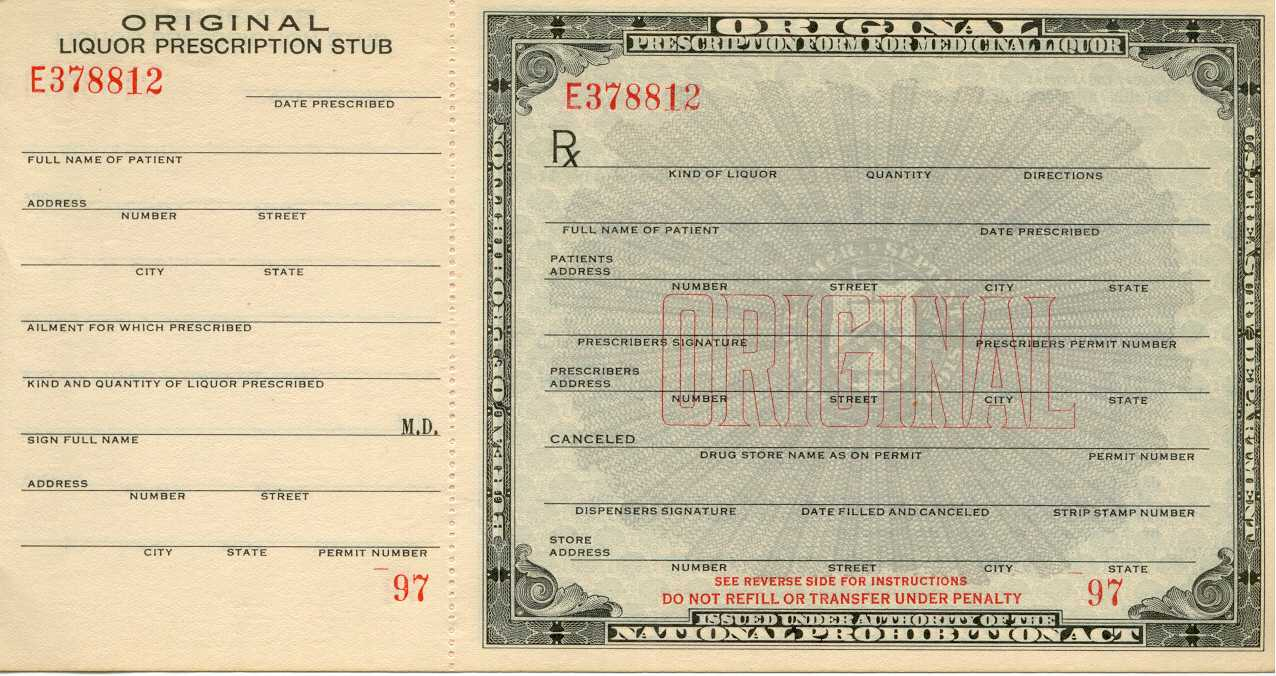
烈酒用處方箋

在美國禁酒令期間，醫療用途的酒精成為了合法取得酒精的重要管道。禁酒令實施後的短短六個月內，全美已有超過15000名醫師及57000名藥劑師獲得了販售或開立醫療用酒精處方的執照，而1921年至1930年間，醫師們光透過開立威士忌處方就賺取了約4000萬美元。 根據歷史學者保拉·梅希亞（Paula Mejia）於2017年在《Gastro Obscura》的報導，1920年代每年大約有1100萬張酒精處方被醫師開出；甚至有一名醫生在一天之內開出高達475張威士忌的處方。處方單也容易偽造與濫用，不少私酒販子向不肖醫師大量購買簽名空白處方單，以從藥局合法取得酒精。1931年，就曾經發生400名藥劑師和1000名醫師涉及大規模處方販售醜聞，但最終只有12名醫師與13名藥劑師受到起訴，罰金也僅有區區50美元的一次性處分。
當時，透過藥房販售醫療酒精的行為，儼然成為公開的秘密，甚至出現在《大亨小傳》等當代知名文學作品中。歷史學家更推測，知名藥局連鎖「沃爾格林」能在1920年代從20家迅速擴張到525家分店，正是透過大量銷售「醫療酒精」。

### 執法情形

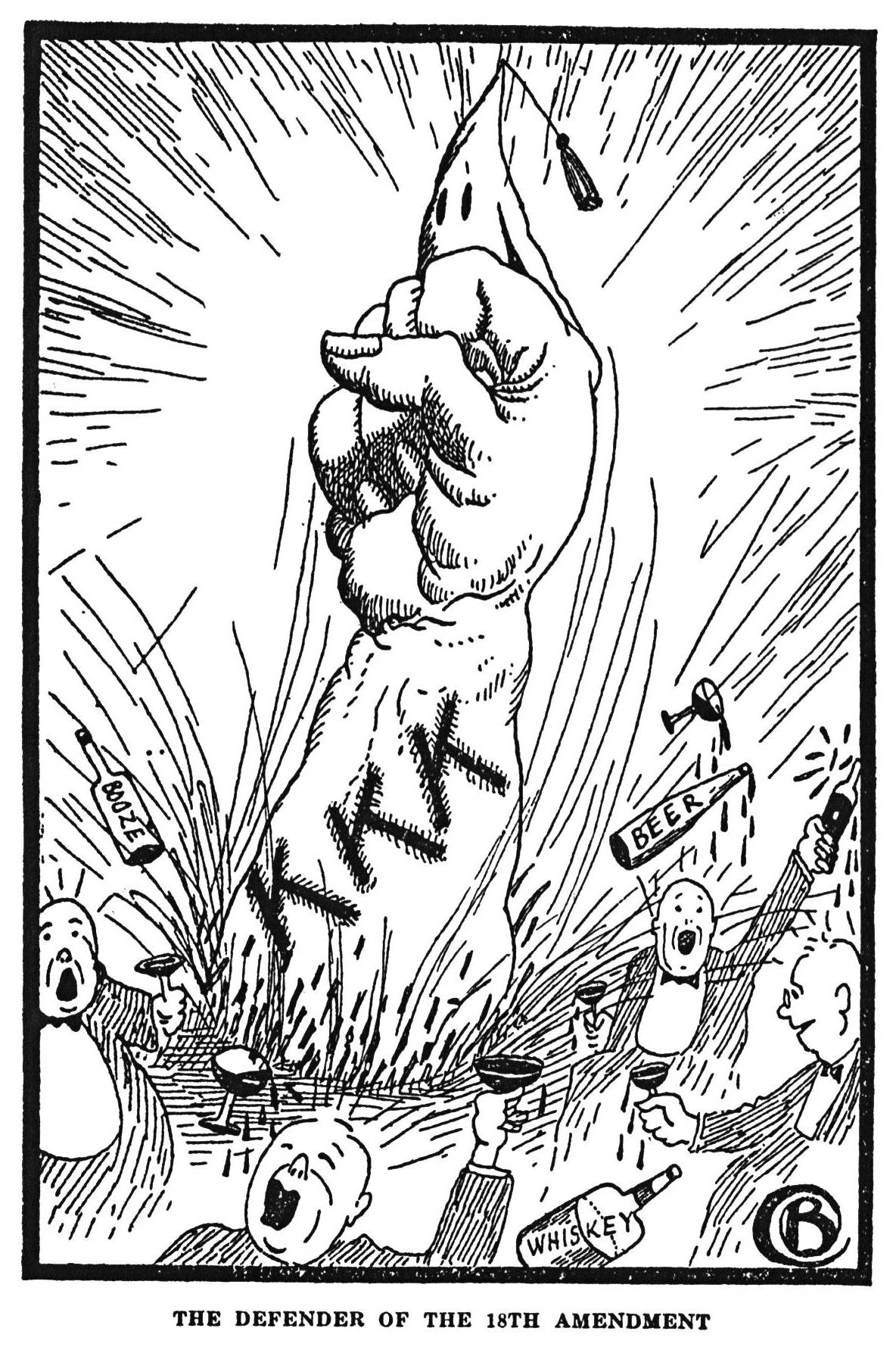
3K黨支持禁酒令的宣傳畫

儘管禁酒令剛施行時，多數美國民眾仍選擇遵守，但許多地方政府或地方社區卻對禁酒令持不同立場。例如紐約州與馬里蘭州即公開反對，甚至拒絕完全配合聯邦的禁酒政策。
禁酒令在執法上缺乏有效的中央執法機制，導致各地執法行動標準不一，有時甚至需要地方神職人員自發成立義勇隊協助執行禁酒令。 此外美國幅員廣大，各州之間地理環境極為多樣化，包括山地、峽谷、沼澤、湖泊以及與加拿大、墨西哥間漫長的邊界與沿海港口，使禁酒執法人員在缺乏足夠人力與資源的情況下，很難有效遏止私酒販運。

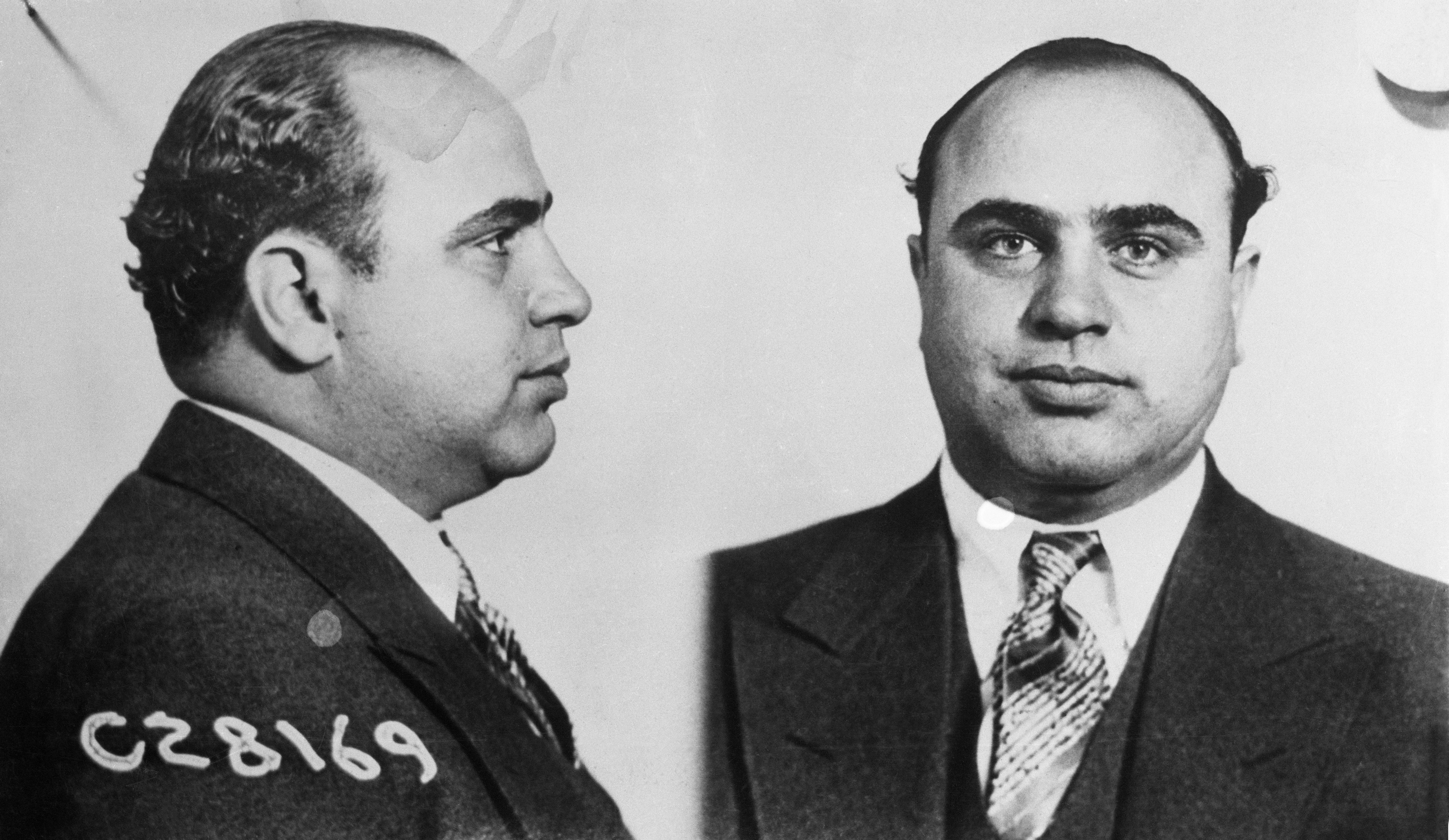
艾爾·卡彭，禁酒時期的芝加哥犯罪組織領導人。

位於芝加哥近郊的西塞羅因具有眾多反對禁酒令的族裔社群，使著名黑幫首領艾爾·卡彭得以在警方的眼皮底下長期經營非法酒精交易活動，建立自己的犯罪帝國。
另一方面，三K黨在1920年代中期雖然聲勢浩大，時常高調譴責私酒販運，威脅將透過私刑團體嚴懲違法者，但實際上組織鬆散，幾乎沒有發揮任何實質作用。到了1925年後，三K黨對禁酒令的執法已呈消極態度，甚至間接促成法令執行上的困難。
禁酒令的施行對美國酒精產業造成沉重打擊，也形成龐大的地下黑市。1929年經濟大蕭條爆發後，各州政府的財政受到嚴重影響，迫切需要恢復酒類稅收作為收入來源。在此背景下，主張廢止禁酒令的富蘭克林·羅斯福於1932年當選美國總統，他的政見之一便是推動廢除第十八號修正案。最終美國在1933年通過《美国宪法第二十一修正案》，正式廢止禁酒令。
禁酒令廢止後，酒精產業迅速復甦。例如聖路易在禁酒令之前即是重要的酒類產地之一，當地主要的啤酒廠在1933年3月22日起立即恢復酒精供應，甚至提前備妥五萬桶啤酒，成為美國禁酒令後最先恢復供應的城市之一。隨著啤酒產業復甦，數以千計的工人重新找到工作，其他酒類業者亦紛紛跟進。許多過去從事非法酒精交易的組織與個人，也逐步轉為經營合法的酒精貿易市場，並帶動其他相關產業的經濟活動。

## 結果
由於禁酒令下滋生了大量的地下賣酒活動，且屢禁不絕。
禁酒時期造成高利潤、動輒使用暴力的酒品黑市的繁榮，敲詐勒索因為執法官員的腐敗而盛行，烈酒的走私利潤較高使得烈酒反而更為流行。執行禁酒令的花費很高，又失去了來自酒品的稅收（約5億美元一年），使得國庫大受影響。1933年第二十一憲法修正案通過而撤消禁酒令，這使得有組織犯罪因來自合法賣酒商店的低價競爭，幾乎失去他們所有來自酒品黑市的利潤，但不久後這些犯罪組織就由賣酒改為販毒。
有一種觀點認為黑市會興旺是因為有非法的產品存在，因此有人將現代「向毒品宣戰」與禁酒令時期相比——禁毒與禁酒一樣將不可避免的徹底失敗，但也有人認為這種比較不正確。
在小羅斯福就任總統後，故在1933年4月7日，寇倫-哈里森法（Cullen-Harrison Act）通過，容許合法售賣酒精含量3.2%的飲料。同年12月5日第二十一憲法修正案通過，廢止了第十八憲法修正案。

## 相關影視作品
- 《教父》（虛構的柯里昂家族在此時期透過走私酒類而發跡）
- 《鐵面無私》
- 《四海兄弟》
- 《野蠻正義》
- 《夜行人生》
- 《海濱帝國》
- 《91Days》
- 《大亨小傳》

## 他國禁酒事件
- 加拿大禁酒令
- 印度禁酒令（英语：Alcohol prohibition in India）

- 蘇聯禁酒運動（俄语：Антиалкогольные кампании в СССР）